# Dnjeparsko-buški kanal
Dnjeparsko-buški kanal (bjeloruski: Дняпроўска-Бугскі канал; ruski: Днепровско-Бугский канал) kanalski je plovni put u Brestskoj oblasti u Bjelorusiji. Povezuje rijeku Pinu (lijevu pritoku Pripjata i dio bazena Dnjepra) s rijekom Muhavec (pritoka Buga i dio bazena Visle).
Kanal je građen u razdoblju od 1775. do 1783. godine. Ukupna dužina kanala je 244 km, od čega je 196 km na dionici od Bresta do Pinska. Tijekom izgradnje kanala kanalizirano je 74 km toka rijeke Pine i 64 km rijeke Muhavac, odnosno 58 km novosagrađene kanalske mreže.
Kanalom upravlja kompanija Dnjeparsko-buški vodeni put (Днепро-Бугский водный путь).
Kanal je krajem 19. i početkom 20. stoljeća imao veliki strateški značaj za Rusko Carstvo kao važan kopneni plovni put i glavna spona između Baltičkoga i Crnoga mora. Ovim kanalom je zahvaljujući tegljačima 1886. i 1890. iz Elbląga u Poljskoj prema Sevastopolju prebačeno pet brodova razarača težine od 89 do 164 tone (prvi brodovi te vrste u ruskoj crnomorskoj floti u to vrijeme).
Kanal je danas dio međunarodnoga prometnoga plovnoga puta E-40, poznatoga i kao vodeni put Dnjepar – Visla (Gdanjsk – Varšava – Brest – Pinsk – Mazir – Kijev – Herson).
Godine 2008. ovim kanalom prevezeno je ukupno 1,4 milijuna tona tereta.